# Masurca (réacteur)
Ne doit pas être confondu avec Mazurka.
Cet article concerne le réacteur nucléaire. Pour le missile mer-air, voir Masurca.
Masurca est un réacteur nucléaire de recherche de type "maquette critique" de 5 kilowattsconçu pour réaliser des expériences sur la surgénération, localisé au centre de Cadarache et exploité par le Commissariat à l'énergie atomique (CEA). MASURCA signifie MAquette de SURgénération de CAdarache
Mis en service en décembre 1966, Masurca a permis de réaliser des études neutroniques pour la filière des réacteurs à neutrons rapides (RNR) et des recherches dans le domaine de la transmutation de déchets nucléaires fortement radioactifs, les actinides mineurs et des produits de fission produits dans le combustible nucléaire.
En 1996, Masurca cesse de fonctionner en surgénérateur pour produire davantage de plutonium qu'il n'en consomme et consomme du plutonium au lieu d'en produire.
Depuis 2006, le réacteur Masurca est à l'arrêt et est entré dans une importante phase de rénovation. Le but de cette rénovation est de permettre à l'installation de venir en support aux projets de réacteurs de 4e génération tels que ASTRID.
Le 10 juillet 2012, le CEA Cadarache constate un dépassement d’une limite de masse de matière fissile de 408 grammes alors que la limite autorisée est de 350 grammes. Le Réseau Sortir du nucléaire porte plainte. Jugée sans fondement cette plainte est classée sans suite par la justice.